# Gare de Gaubert-Le Chaffaut
Pour les articles homonymes, voir Gaubert.
La gare de Gaubert-Le Chaffaut est une gare ferroviaire française située sur la commune de Digne-les-Bains, dans le département des Alpes-de-Haute-Provence.

## Service des voyageurs

### Desserte
La gare est desservie par les chemins de fer de Provence, le « train des Pignes » sur la ligne de Nice à Digne (4 a/r par jour).